# Tripterospermum discoideum
Tripterospermum discoideum är en gentianaväxtart som först beskrevs av Cecil Victor Boley Marquand, och fick sitt nu gällande namn av Harry Smith. Tripterospermum discoideum ingår i släktet Tripterospermum och familjen gentianaväxter. Inga underarter finns listade i Catalogue of Life.